# Мартна (село)
Ма́ртна (ест. Martna küla) — село в Естонії, у волості Ляене-Ніґула повіту Ляенемаа.

## Населення
Чисельність населення на 31 грудня 2011 року становила 155 осіб.

## Географія
Мартна лежить в оточенні сіл Кулузе, Енівере та Путкасте. Через село тече річка Раннамийза (Rannamõisa jõgi).
Через населений пункт проходять автошляхи 16109 (Сааніка — Мартна), 16159 (Егм'я — Мартна — Куревере) та 16160 (Палівере — Оонґа).

## Історія

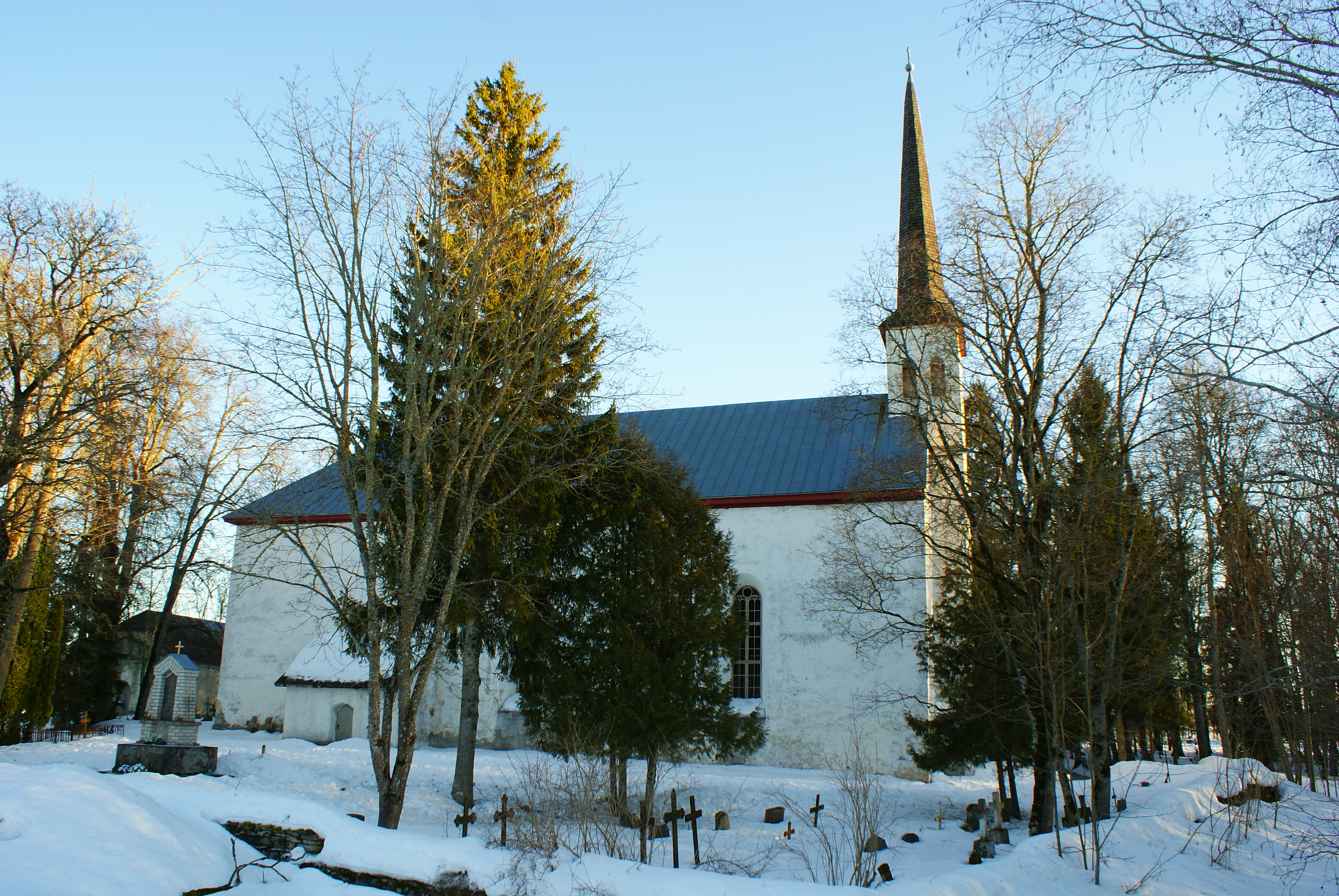
Церква Святого Мартіна

До 21 жовтня 2017 року село входило до складу волості Мартна й було її адміністративним центром.